# Bryum flaccidifolium
Bryum flaccidifolium là một loài rêu trong họ Bryaceae. Loài này được Dixon mô tả khoa học đầu tiên năm 1939.